# یوسوکه مینه
یوسوکه مینه (انگلیسی: Yusuke Mine؛ زادهٔ ۰ ژوئن ۱۹۳۴) بازیگر اهل ژاپن است. از فیلم‌هایی که او در آن نقش داشته است می توان از فیلم هیروشیما (فیلم ۱۹۹۵) نام برد.